# ブルーリックスの戦い
ブルーリックスの戦い（英:Battle of Blue Licks）は、1782年8月19日に、アメリカ独立戦争中のケンタッキーで最後に行われた戦いである。戦いが行われたのは、ヨークタウンでチャールズ・コーンウォリスが降伏した10ヵ月後であり、実質的には東部における独立戦争が終わっていた。現在のケンタッキー州ロバートソン郡のリッキング川に隣接する丘で、50名のイギリス軍レンジャーズと300名のインディアンが待ち伏せを掛け、182名のケンタッキー民兵隊を崩壊させた。独立戦争中のケンタッキーでは最大の敗北となった。

## 背景

### コールドウェル遠征隊
1781年10月にコーンウォリス配下のイギリス軍がヨークタウンで降伏したものの、西部辺境での戦いは続いていた。デトロイト砦のイギリス軍に支援されたオハイオ川の北のインディアンは、西バージニア（今日のケンタッキーとウエストバージニア州）からアメリカ人開拓者を追い出す動きを倍加させていた。
1782年7月、オハイオ郡のマッド川上流に近いショーニー族の集落でインディアンの大規模な集結が行われた。参加したのは、ショーニー族以外に、デラウェア族、ミンゴ族、ワイアンドット族、マイアミ族、オタワ族、オジブワ族、およびポタワトミ族であった。ウィリアム・コールドウェル大尉に率いられた150名のイギリス軍レンジャーズと、アレクサンダー・マッキー、サイモン・ガーティおよびマシュー・エリオットに監督された1,100名のインディアンがオハイオ川のホイーリングに対する攻撃に派遣された。これはアメリカ人開拓地に送られた軍隊としては最大規模のものであった。
しかし、斥候の調査によって、インディアンが他のアメリカ人指揮官の誰よりも恐れていたジョージ・ロジャース・クラークが、ケンタッキーからオハイオ領土に侵攻する準備をしているとの情報が入り、この遠征隊は中止された。コールドウェルの部隊はクラーク隊を阻止するためにマッド川まで戻ったが、クラーク隊は現れなかった。クラーク隊出動の噂は虚報だと分かった。クラークはオハイオ川を哨戒するために大きな船を用意していたが、遠征の準備をしているのではなかった。この事態の展開に憤懣を募らせたインディアンの多くは分散してしまった。

### ブライアンズ・ステーション
残ったのは50名のイギリス軍レンジャーズと300名のインディアンであったが、コールドウェルとマッキーはこの部隊を連れてケンタッキーに入った。この部隊はブライアンズ・ステーションの開拓地を急襲するつもりであったが、開拓者達は敵部隊接近の情報を得て防御を固めていた。コールドウェルとマッキーの部隊は8月15日にブライアンズ・ステーションを包囲したが、ケンタッキー民兵の部隊が近付いていることを知り、8月17日に撤退した。
ブライアンズ・ステーションの救援に8月18日に到着したケンタッキー民兵隊は、ファイエット郡の47名とリンカーン郡の135名、計182名であった。最上位の士官、ファイエット民兵のジョン・トッド大佐が全隊の指揮を執っていた。他の士官には、リンカーン郡のステファン・トリッグ中佐とファイエット郡のダニエル・ブーンがいた。リンカーン民兵のベンジャミン・ローガン大佐は民兵を集めている最中であり到着していなかった。
士官たちは、敵軍がオハイオ川を越えて逃げる前に直ちに追撃すべきか、ローガン大佐の援軍が到着するのを待つべきかを話し合った。ヒュー・マクゲアリー少佐はローガンを待つことを勧めたが、トッドはマクゲアリーが臆病になっていると辱めてマクゲアリーの発言を封じた。ケンタッキー民兵隊は撤退中のイギリスとインディアンの連合軍を追いかけることに決め、古いバッファローの通り道を40マイル (60 km)馬で進んで宿営した。

## 戦闘
ケンタッキー民兵隊は8月19日の朝にリッキング川に到着した。そこにはローワー・ブルーリックスという名前の泉と岩塩のある場所があった。川の向こう岸には数人のインディアン斥候が見られた。そのインディアンの背後は川が迂回する丘になっていた。トッドは作戦会議を招集し、最も経験を積んだ森のことに明るい人であるダニエル・ブーンの意見を求めた。ブーンは、インディアンがあまりにはっきりと足跡を残していることを疑い始め、インディアンが待ち伏せに誘い込もうとしていると士官たちに伝えた。
マクゲアリー少佐は、前日にトッドの批判が示唆したような臆病者ではないことを証明しようとしていたので、即座に攻撃することを主張した。マクゲアリーは馬に跨ると川の浅瀬に乗り入れながら叫んだ「臆病でないことを見せてやる。俺に付いて来い」。兵士がついて川を渡り始め、士官たちは少なくとも秩序ある攻撃を行うために追いかけた。「俺達は皆殺された兵士だ」とブーンは川を渡りながら呟いた。
川の向こう岸に着いた部隊は、ほとんどが馬を降り、3ないし4列の戦列を組んだ。部隊は丘に登っていき、トッドとマクゲアリーが中央に、トリッグが右に、ブーンが左にいた。ケンタッキー隊が丘の頂上につくと、インディアンが一斉に射撃を始め破壊的な効果を齎した。わずか5分後に、ケンタッキー隊中央と右翼が崩れ、左翼のブーンの部隊のみが何とか前進できた。馬に乗っていたトッドとトリッグは容易な目標にされ、直ぐに撃ち落された。
ケンタッキー兵は丘を下って逃げ始めたが、側面を衝いたインディアンとの白兵戦になった。マクゲアリーはブーンの所に乗り付けて、皆が撤退を始めたことと、ブーンたちが取り囲まれていることを伝えた。ブーンは部下の兵士を集めて撤退を始めた。ブーンは乗り手のいない馬を捕まえ、息子のイズラエル・ブーンに馬で逃げるように命令した。しかし、イズラエルは父親を置いて逃げることを拒否し、ダニエルが他の馬を探している間に頚を撃たれた。ダニエル・ブーンは息子が瀕死の重傷を負ったのを見ると、馬に乗って逃げ出した。伝説によれば、ブーンは逃げる前に息子の体を隠したことになっているが、現実にはそのような時間が無かったと思われる。

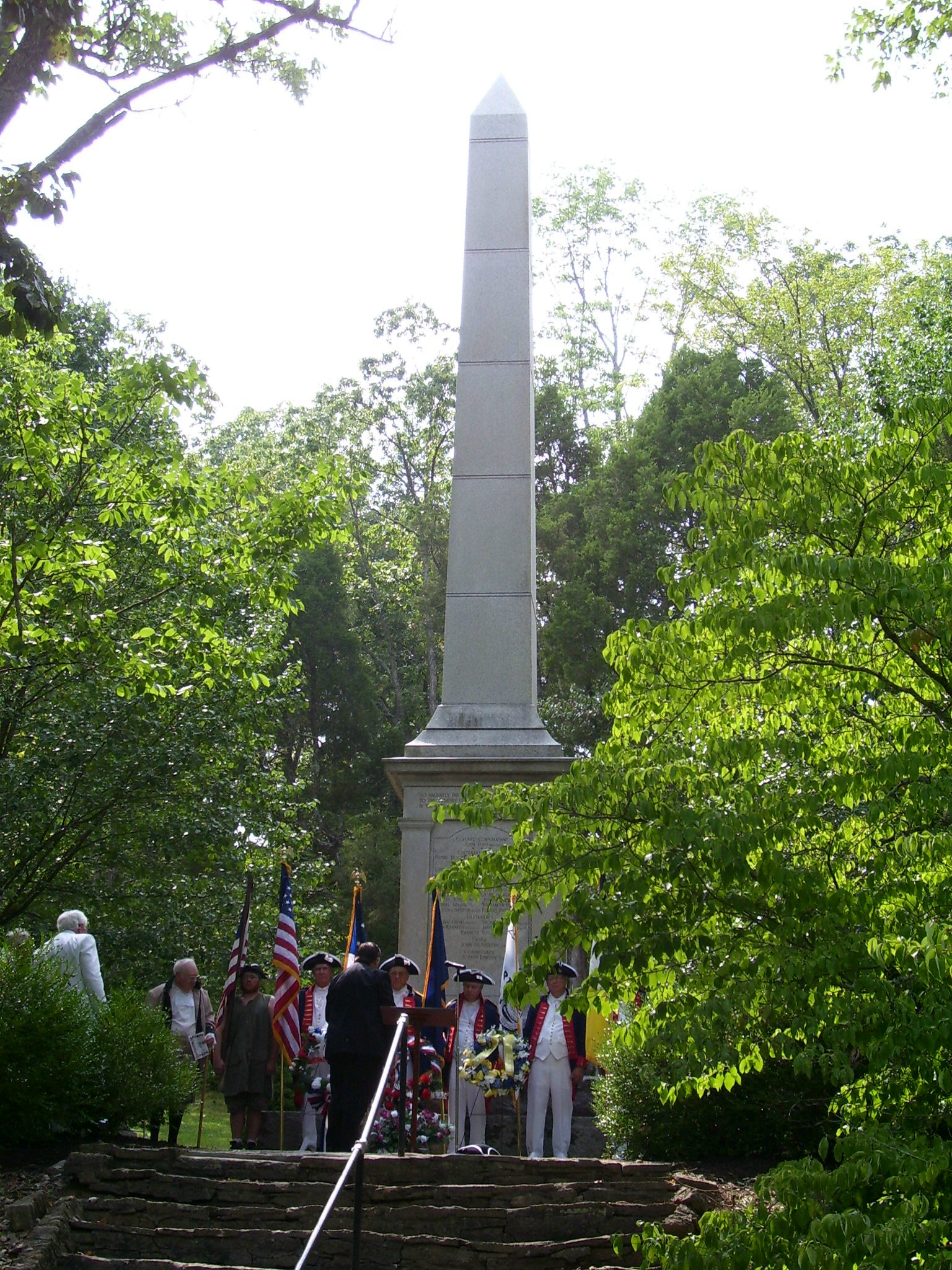
ブルーリックス戦場州立公園にあるオベリスク。2006年の224回目の記念日に撮影。

## 戦いの後
ジョージ・ロジャース・クラークはこの戦闘に関わっていなかったが、ケンタッキー民兵の上級士官としてブルーリックスの惨劇の責任を問われた。クラークはこの批判に応えて、オハイオ郡に報復の攻撃を行った。1782年11月、クラークはベンジャミン・ローガンやダニエル・ブーンと共に、1,000名以上の遠征部隊を率い、グレート・マイアミ川沿いのショーニー族集落を襲って、5集落を破壊した。ショーニー族はケンタッキー隊との戦闘を避け、マッド川沿いの集落まで後退していたので、戦闘は起こらなかった。これが独立戦争中では最後の軍事行動となった。
マッド川沿いの集落は、1786年の北西インディアン戦争の開始により、ベンジャミン・ローガンによって破壊された。この遠征の時、ヒュー・マクゲアリーがショーニー族の酋長モルンサと出会って、モルンサがブルーリックスに居たかどうかを尋ねた。モルンサはブルーリックスの戦いに参加していなかった（ショーニー族はほとんどいなかった）が、マクゲアリーの質問を明らかに理解できないままに、首を縦に振って同意してしまった。マクゲアリーは即座にトマホークでショーニー族指導者を殺した。ローガンはマクゲアリーを解任し、後に軍法会議に掛けた。

## 州立公園
ブルーリックスの戦場跡はブルーリックス戦場州立公園となり、ケンタッキー州パリスとメイズビルをつなぐアメリカ国道68号線沿いにある。ブルーリックス・スプリングスの町の直ぐ郊外である。この公園には花崗岩のオベリスクと墓地および博物館がある。